# Nimet listalla
Nimet listalla è un singolo della cantante finlandese Tuuli, pubblicato il 18 dicembre 2015.
Il singolo ha visto la partecipazione del rapper Mikael Gabriel.

## Tracce
1. Nimet listalla – 3:01